# ФК «Крылья Советов» Куйбышев в сезоне 1970
Сезон 1970 — 26-й сезон «Крыльев Советов», в том числе 4-й сезон во втором по значимости дивизионе СССР. По итогам чемпионата команда заняла 7-е место.

## Чемпионат СССР (первая группа класса «А»)

### Турнирная таблица
| Место | Команда                   | И  | В  | Н  | П  | Мячи  | О  |
| ----- | ------------------------- | -- | -- | -- | -- | ----- | -- |
| 5     | Металлист (Харьков)       | 42 | 15 | 19 | 8  | 43-26 | 49 |
| 6     | Динамо (Ленинград)        | 42 | 19 | 9  | 14 | 62-49 | 47 |
| 7     | Крылья Советов (Куйбышев) | 42 | 17 | 13 | 12 | 43-32 | 47 |
| 8     | Рубин (Казань)            | 42 | 18 | 10 | 14 | 36-42 | 46 |
| 9     | Шахтер (Караганда)        | 42 | 15 | 15 | 12 | 49-43 | 45 |

### Результаты матчей
| 11 апреля 1970 1 тур | Памир (Душамбе) | 0:1 | Крылья Советов (Куйбышев) |  |

| 15 апреля 1970 2 тур | Алга (Фрунзе) | 0:0 | Крылья Советов (Куйбышев) |  |

| 19 апреля 1970 3 тур | Строитель (Ашхабад) | 0:1 | Крылья Советов (Куйбышев) |  |

| 28 апреля 1970 4 тур | Локомотив (Москва) | 0:3 | Крылья Советов (Куйбышев) |  |

| 02 мая 1970 5 тур | Крылья Советов (Куйбышев) | 3:0 | Волгарь (Астрахань) |  |

| 06 мая 1970 6 тур | Крылья Советов (Куйбышев) | 2:0 | Текстильщик (Иваново) |  |

| 13 мая 1970 7 тур | Крылья Советов (Куйбышев) | 1:0 | Шахтер (Караганда) | Куйбышев                                                         |
| | Аряпов 15′                |     |                    | Стадион: Металлург Зрителей: 23 000 Судья: Юрий Бочаров (Москва) |
| Крылья Советов (Куйбышев): Котляров, Кобыльсков, Сахаров, Платонов, Вальков, Панфилов, Кораблёв (Мартынов ?), Гецко, Аряпов, Казаков, Воронин Шахтер (Караганда): Зарапин, Круглыхин, Аширбеков, Герасименко, Гойкалов, Котов, Ченцов, Иванов (Гусаров 58), Пиуновский, Глеб, Савченков (Е. Павлов 75) |                           |     |                    |                                                                  |

| 17 мая 1970 8 тур | Крылья Советов (Куйбышев) | 1:0 | Кайрат (Алма-Ата) |  |

| 20 мая 1970 9 тур | Крылья Советов (Куйбышев) | 0:1 | СКА (Хабаровск) |  |

| 01 июня 1970 10 тур | Уралмаш (Свердловск) | 0:0 | Крылья Советов (Куйбышев) |  |

| 05 июня 1970 11 тур | Рубин (Казань) | 0:0 | Крылья Советов (Куйбышев) |  |

| 09 июня 1970 12 тур | Динамо (Ленинград) | 2:0 | Крылья Советов (Куйбышев) |  |

| 17 июня 1970 13 тур | Крылья Советов (Куйбышев) | 0:1 | СКА (Киев) |  |

| 21 июня 1970 14 тур | Крылья Советов (Куйбышев) | 3:2 | Жальгирис (Вильнюс) |  |

| 25 июня 1970 15 тур | Крылья Советов (Куйбышев) | 1:1 | Даугава (Рига) |  |

| 03 июля 1970 16 тур | Локомотив (Тбилиси) | 1:0 | Крылья Советов (Куйбышев) |  |

| 07 июля 1970 17 тур | Металлист (Харьков) | 3:1 | Крылья Советов (Куйбышев) |  |

| 11 июля 1970 18 тур | Кубань (Краснодар) | 0:0 | Крылья Советов (Куйбышев) |  |

| 17 июля 1970 19 тур | Крылья Советов (Куйбышев) | 3:0 | Молдова (Кишинёв) |  |

| 21 июля 1970 20 тур | Крылья Советов (Куйбышев) | 2:0 | Днепр (Днепропетровск) |  |

| 25 июля 1970 21 тур | Крылья Советов (Куйбышев) | 2:0 | Карпаты (Львов) |  |

| 01 августа 1970 22 тур | СКА (Киев) | 2:1 | Крылья Советов (Куйбышев) |  |

| 05 августа 1970 23 тур | Жальгирис (Вильнюс) | 1:0 | Крылья Советов (Куйбышев) |  |

| 09 августа 1970 24 тур | Даугава (Рига) | 0:1 | Крылья Советов (Куйбышев) |  |

| 16 августа 1970 25 тур | Крылья Советов (Куйбышев) | 2:0 | Локомотив (Тбилиси) |  |

| 20 августа 1970 26 тур | Крылья Советов (Куйбышев) | 0:1 | Металлист (Харьков) |  |

| 24 августа 1970 27 тур | Крылья Советов (Куйбышев) | 1:0 | Кубань (Краснодар) |  |

| 31 августа 1970 28 тур | Молдова (Кишинёв) | 2:0 | Крылья Советов (Куйбышев) |  |

| 04 сентября 1970 29 тур | Днепр (Днепропетровск) | 3:1 | Крылья Советов (Куйбышев) |  |

| 08 сентября 1970 30 тур | Карпаты (Львов) | 1:1 | Крылья Советов (Куйбышев) |  |

| 15 сентября 1970 31 тур | Крылья Советов (Куйбышев) | 4:3 | Памир (Душамбе) |  |

| 19 сентября 1970 32 тур | Крылья Советов (Куйбышев) | 0:0 | Алга (Фрунзе) |  |

| 23 сентября 1970 33 тур | Крылья Советов (Куйбышев) | 3:0 | Строитель (Ашхабад) |  |

| 29 сентября 1970 34 тур | Крылья Советов (Куйбышев) | 1:2 | Локомотив (Москва) |  |

| 03 октября 1970 35 тур | Волгарь (Астрахань) | 3:0 | Крылья Советов (Куйбышев) |  |

| 07 октября 1970 36 тур | Текстильщик (Иваново) | 0:0 | Крылья Советов (Куйбышев) |  |

| 13 октября 1970 37 тур | Шахтер (Караганда) | 1:1 | Крылья Советов (Куйбышев) | Караганда                                                          |
| | Гусаров 7′         |     | Зуев 26′                  | Стадион: Шахтёр Зрителей: 12 000 Судья: Анатолий Киселёв (Копейск) |
| Шахтер (Караганда): Зарапин, Круглыхин, Аширбеков, Герасименко, Ченцов, Котов, Глеб, Пиуновский (Бушуев 60), В. Павлов (Иванов 65), Гусаров (Камшилов 72), Савченков Крылья Советов (Куйбышев): Блохин, Кобыльсков, Сахаров, Платонов, Мартынов, Корсунов (Тимофеев 75), Кораблёв, Зуев, Аряпов, Казаков, Панфилов (Юткин 68) |                    |     |                           |                                                                    |

| 17 октября 1970 38 тур | Кайрат (Алма-Ата) | 0:0 | Крылья Советов (Куйбышев) |  |

| 21 октября 1970 39 тур | СКА (Хабаровск) | 0:0 | Крылья Советов (Куйбышев) |  |

| 27 октября 1970 40 тур | Крылья Советов (Куйбышев) | 2:2 | Динамо (Ленинград) |  |

| 31 октября 1970 41 тур | Крылья Советов (Куйбышев) | 1:0 | Уралмаш (Свердловск) |  |

| 04 ноября 1970 42 тур | Крылья Советов (Куйбышев) | 0:0 | Рубин (Казань) |  |

## Кубок СССР

### Результаты матчей
| 05 апреля 1970 1/64 финала | СКА (Хабаровск) | 1:2 | Крылья Советов (Куйбышев) |  |

| 24 апреля 1970 1/32 финала | Локомотив (Москва) | 0:0 (д.в.) | Крылья Советов (Куйбышев) |  |

| 25 апреля 1970 1/32 финала (переигровка) | Локомотив (Москва) | 3:1 (д.в.) | Крылья Советов (Куйбышев) |  |

## Товарищеские матчи
| 5 марта 1970 | Берое (Стара-Загора) | 3:2 | Крылья Советов    | Стара-Загора |
|              |                      |     | Казаков · Воронин |              |

| 18 марта 1970 | Берое (Стара-Загора) | 1:2 | Крылья Советов   | Стара-Загора |
|               |                      |     | Аряпов · Воронин |              |

| 14 июля 1970 | Крылья Советов        | 3:3 | Берое (Стара-Загора) | Куйбышев |
|              | Зуев · Аряпов · Гецко |     |                      |          |